# Henrique de Carvalho
Henrique Augusto Dias de Carvalho (Vila do Conde, Caxinas, 1843–1909) foi um dos exploradores portugueses do século XIX e governador em Angola.

## Biografia
Frequentou o Real Colégio Militar. Destacou-se pela viagem realizada à região angolana da Lunda (1884– 1887) fazendo uma ampla divulgação da geografia da região e da cultura dos povos que a habitam. Esta viagem de exploração destinou-se ao estabelecimento e assinatura de protocolos com os povos de Malanje à Lunda.
Foi governador da Lunda até 1898.
Em 1923, a atual capital da Lunda, Saurimo, era denominada Vila Henrique de Carvalho.
Foi representado nas notas de 50$00 de Angola de 15 de Agosto de 1956.

## Obras
- Carvalho, Henrique Augusto Dias de, A Lunda, Lisboa, 1890.
- Carvalho, Henrique Augusto Dias de, Descripção da viagem à Mussumba do Muatiânvua, pelo chefe da expedição Henrique Augusto Dias de Carvalho, Lisboa, 1890, 2 vols.
- Carvalho, Henrique Augusto Dias de, Methodo pratico para falar a lingua da Lunda contendo narrações históricas dos diversos povos, Lisboa, Imprensa Nacional, 1890.